# Frite sans maillot
 (février 2025).
Si vous disposez d'ouvrages ou d'articles de référence ou si vous connaissez des sites web de qualité traitant du thème abordé ici, merci de compléter l'article en donnant les références utiles à sa vérifiabilité et en les liant à la section « Notes et références ».
Pour plus de détails, voir Fiche technique et Distribution.
Frite sans maillot est un film d'animation de court métrage français réalisé par Matteo Salanave Piazza, sorti en 2024.

## Fiche technique
- Titre original : Frite sans maillot
- Réalisation : Matteo Salanave Piazza
- Scénario : Matteo Salanave Piazza
- Animation :
- Musique : Roméo Monteiro
- Son :
- Montage : Antoine Rodet
- Production : Annick Teninge
- Sociétés de production : La Poudrière
- Sociétés de distribution :
- Pays d'origine :  France
- Langue originale : français
- Format : couleur
- Genre : animation
- Durée : 4 minutes 11 secondes
- Dates de sortie :
  - France : 10 juin 2024 (Annecy)

## Distinctions
- Festival international du film d'animation d'Annecy 2024 : Prix du jury junior Canal+ pour un court métrage.